# ポール・トゥールーズの戦い
ポール・トゥールーズの戦い（ポールトゥールーズのたたかい、英：Siege of Port Toulouse）は、1745年5月2日から5月10日にかけて、ニューイングランド植民地の軍が、フランス植民地のポール・トゥールーズ（現在のノバスコシア州セントピーターズ）を、オーストリア継承戦争（ジョージ王戦争）中に攻略した戦いである。

## ポール・トゥールーズ
ポール・トゥールーズはフランスにとって戦略上の要であった。それは、イギリスの所有地であるノバスコシア本土に最も近いフランス植民地であり、また、ミクマク族の拠点にも最も近いフランスの基地でもあったからである。ミクマクの族長は毎年、同盟の更新のためにポール・トゥールーズを訪れた。イル・ロワイヤルのみならず、本島からもやって来た。
ポール・トゥールーズのあるイル・ロワイヤル南東部には、ミクマク族との同盟維持のため、そして、ポール・トゥールーズの防御強化のために、フランス王室からの支出がなされており、フランスとミクマク族とは相互関係にあった。カンゾにおけるイギリスへの攻撃の基点としても、論理上ここしかないという位置にありポール・トゥールーズはまた、フランス海兵隊の23人の兵の駐屯地でもあった。イル・ロワイヤルの2つの主な町の一つで、ルイブール要塞の外側にあるこの砦には、さまざまな戦闘能力が備えられていた。小規模ながら土塁と矢来もあった。1744年のカンゾへの攻撃により、村を離れた約200人のアカディア人もいた。

## 戦闘

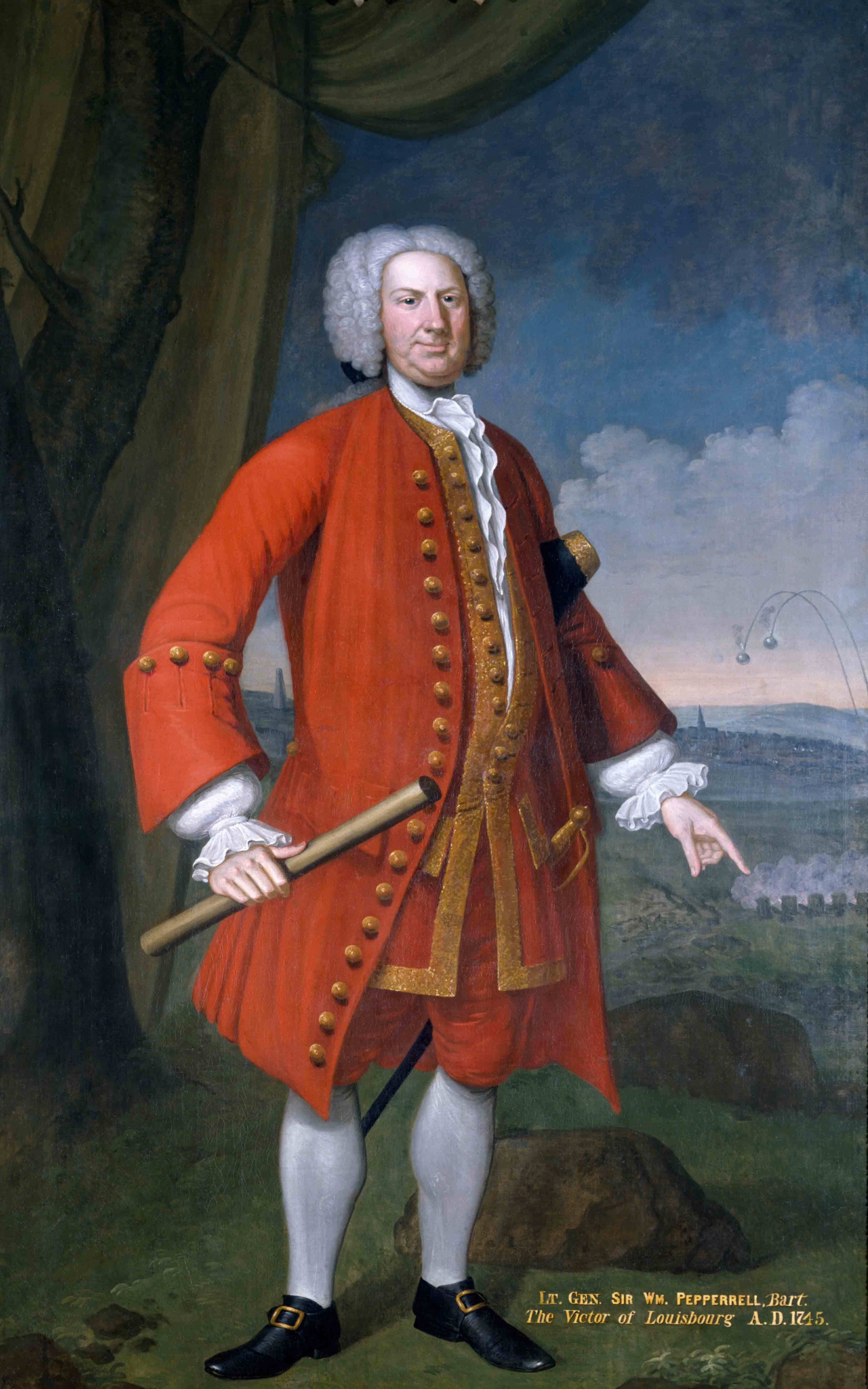
ウィリアム・ペッパーレル

1745年、マサチューセッツ湾植民地の総督ウィリアム・シャーリーは、マサチューセッツ議会から、ポール・トゥールーズへの攻撃の支援をどうにか保証され、彼とニューハンプシャー植民地総督のベニング・ウェントワースは、他の植民地からも支援を得ようとした。コネチカット植民地は500人の兵、ニューハンプシャー植民地は450人の兵、ロードアイランド植民地は船、ニューヨーク植民地は大砲を10門、そしてペンシルバニア植民地とニュージャージー植民地は資金を援助した。この遠征軍の指揮はキタリー（今のメイン州）のウィリアム・ペッパーレルで、准将ピーター・ウォーレンが海軍を指揮した。4,200人の兵と水兵から構成されたマサチューセッツ軍は、ボストンから90隻の軍艦で段階的に出港した。

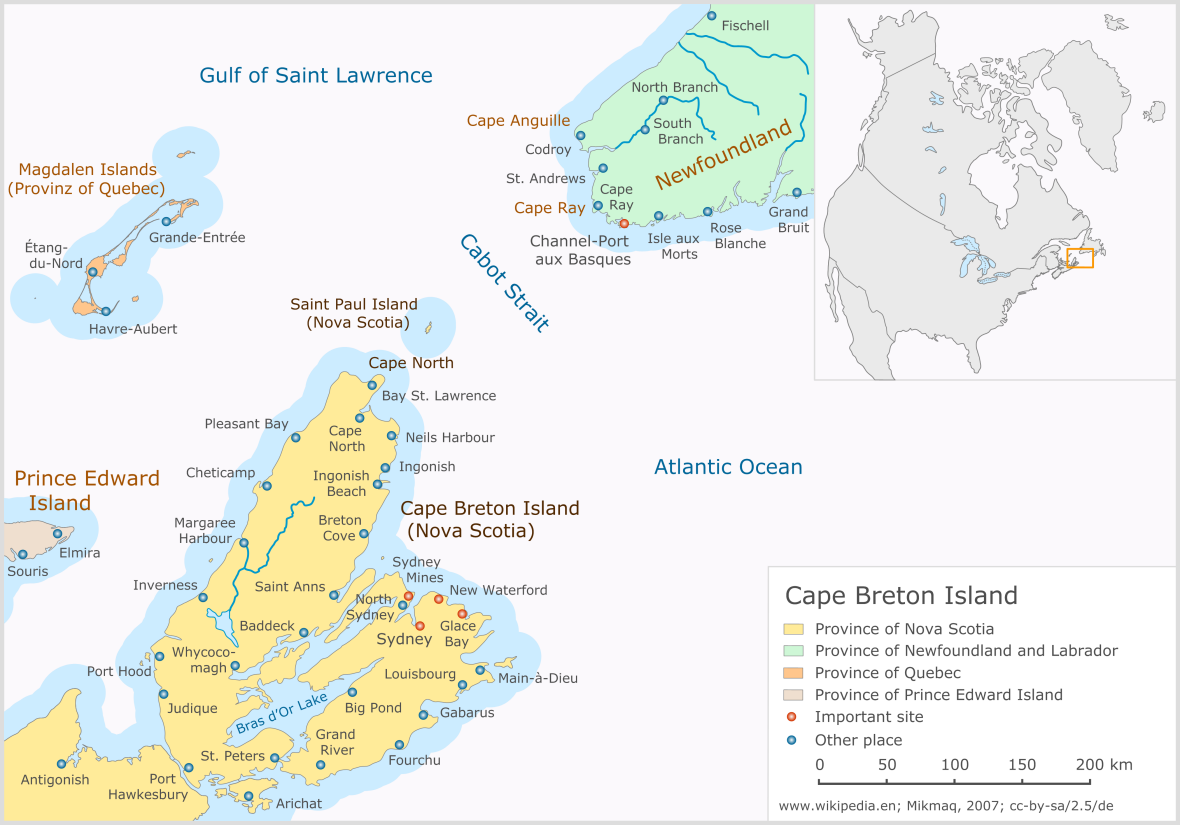
現在のケープ・ブルトン島（イル・ロワイヤル）の地図（黄色の部分）。地図右下のセント・ピーターズ（St.Peters）がかつてのポール・トゥールーズ

あたかも十字軍の遠征のような雰囲気で始まったこの遠征は、食糧の再供給と人員増加のためカンゾに立ち寄り、イギリス本国の陸海軍正規兵と合流した。3月末、海軍はルイブールを封鎖し始めた。しかし、春になってセントローレンス湾の氷が溶け、強い風がその氷を吹きとばし、船体が木造の軍艦はかなり危険な状態に晒された。
5月2日、ペッパーレルは70の兵と2隻の船を、ポール・トゥールーズの集落を攻略するために送り出した。ニューイングランド軍はスループを1隻と数件の建物を焼いた程度で、フランス兵やアカディア兵、ミクマク族に撃退された。8日後の5月10日、ニューイングランド軍は前回の4倍の270人という兵力で再び攻め入った。ポール・トゥールーズの建築物をすべて焼き払い、砦を壊し、ミクマク族の墓地を暴いた。この襲撃でフランス兵何人かが戦死し、あとは捕虜となった。

## ルイブール包囲へ
ニューイングランド軍はなおもプチ・ド・グラやアイル・マダム、ネリシャを破壊しつづけた。そしてこの襲撃は、ルイブール砦の包囲戦へと続いて行った。フランスはその47日後、6月17日に、このルイブールの戦いで条件付きで降伏することになる。アカディア人は、ポール・トゥールーズからシグネクト地峡を進んでケベックに向かった。ルイブール陥落の後、イル・ロワイヤルにいた何千人ものフランス人は本国に送還された。

### 一次出典
- Johnson, A.J.B. Storied Shores: St. Peter's, Isle Madame and Chapel Island in the 17th and 18th Centuries.  University College of Cape Breton Press. 2004.